# Rhinomuraena quaesita

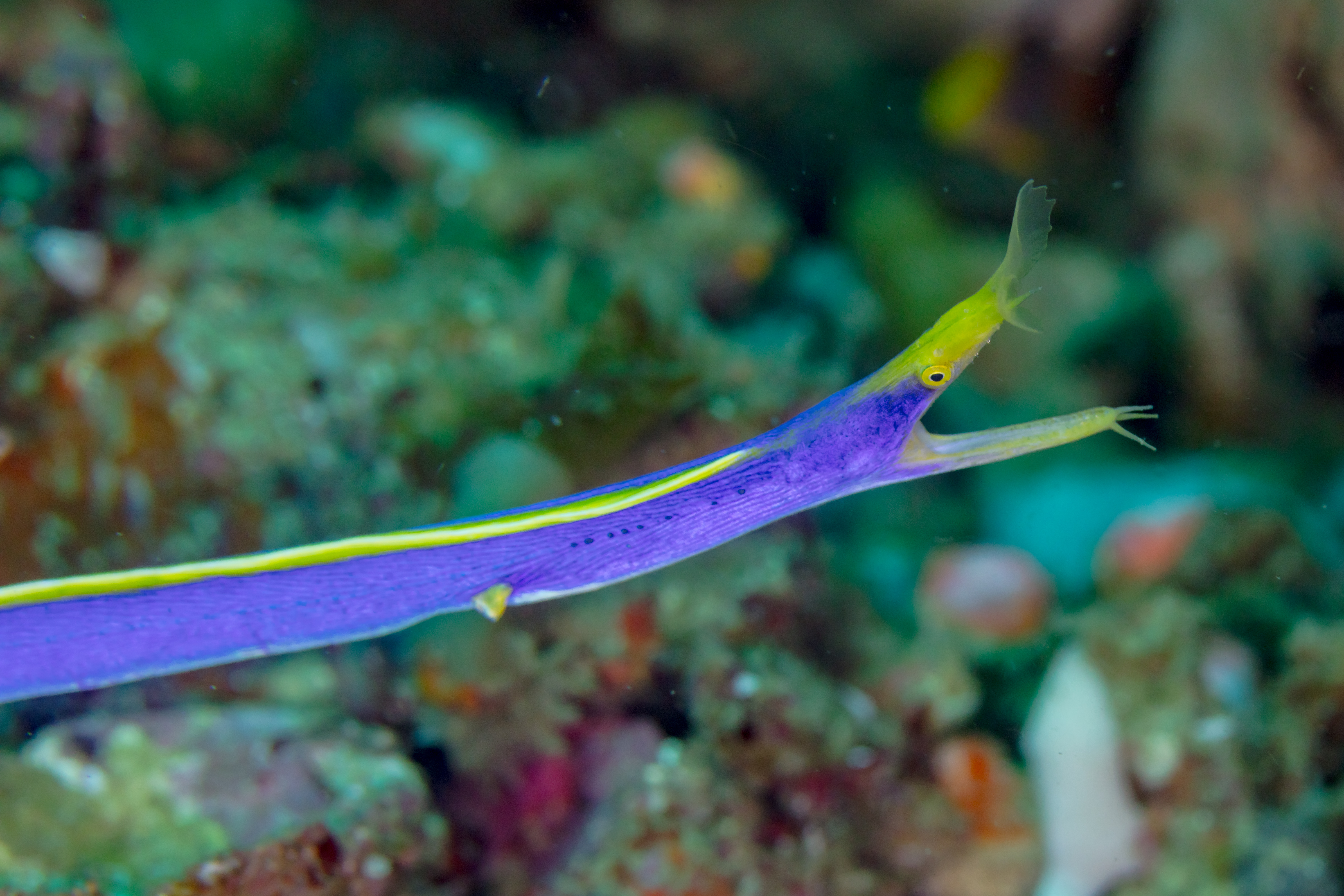
Detalle.

Rhinomuraena quaesita o Anguila listón azul es una especie de pez de la familia de los morénidas en el orden de los Anguilliformes.

## Morfología
Sus aletas dorsal y anal son continuas a lo largo de su cuerpo desprovisto de escamas. Esta morfología peculiar les obliga a moverse con movimientos ondulatorios. Su coloración es bastante intensa, su cuerpo es completamente azul brillante, mientras que su aleta es amarilla clara, al igual que su boca y ojos. Suelen tener una longitud de entre 20 y 70 cm, aunque los machos pueden llegar a alcanzar los 130 cm de longitud total.

## Distribución geográfica
Se encuentra desde el África Oriental hasta las Tuamotu, el sur del Japón, Nueva Caledonia, la Polinesia Francesa, las Islas Marianas y las Islas Marshall.